# F2000 Italian Formula Trophy
F2000 Italian Formula Trophy – seria wyścigowa organizowana we Włoszech od 2015 roku.

## Charakterystyka
Mistrzostwa są typem Formuły Libre. Zawodnicy są podzieleni na pięć klas. Samochody mogą spełniać przepisy Formuły 3, Formuły Renault, Formuły Abarth, Formuły 4 BRDC, Formuły BMW i innych. Zawody są rozgrywane na różnych torach, w tym Monzy, Red Bull Ringu, Imoli czy Hungaroringu.

## Mistrzowie
| Sezon | Kierowca              | Zespół          | Samochód                |
| ----- | --------------------- | --------------- | ----------------------- |
| 2015  | Marco Zanasi          | TOMCAT Racing   | Dallara F312-Mercedes   |
| 2016  | Andrea Fontana        | HT Powertrain   | Dallara F308-Volkswagen |
| 2017  | Riccardo Ponzio       | Puresport       | Dallara F308-Volkswagen |
| 2018  | Alessandro Bracalente | Pave Motorsport | Dallara F312-Volkswagen |
| 2019  | Andrea Cola           | Monolite Racing | Dallara F312-Mercedes   |